# Eric Saindon
Eric Saindon (Estados Unidos, 5 de dezembro de 1969) é um especialista em efeitos especiais americano. Como reconhecimento, foi nomeado ao Oscar 2014 na categoria de Melhores Efeitos Visuais por The Hobbit: The Desolation of Smaug.